# Reinersdorf (Ebersbach)
Reinersdorf ist ein Ortsteil der Gemeinde Ebersbach im Landkreis Meißen in Sachsen.

## Geschichte

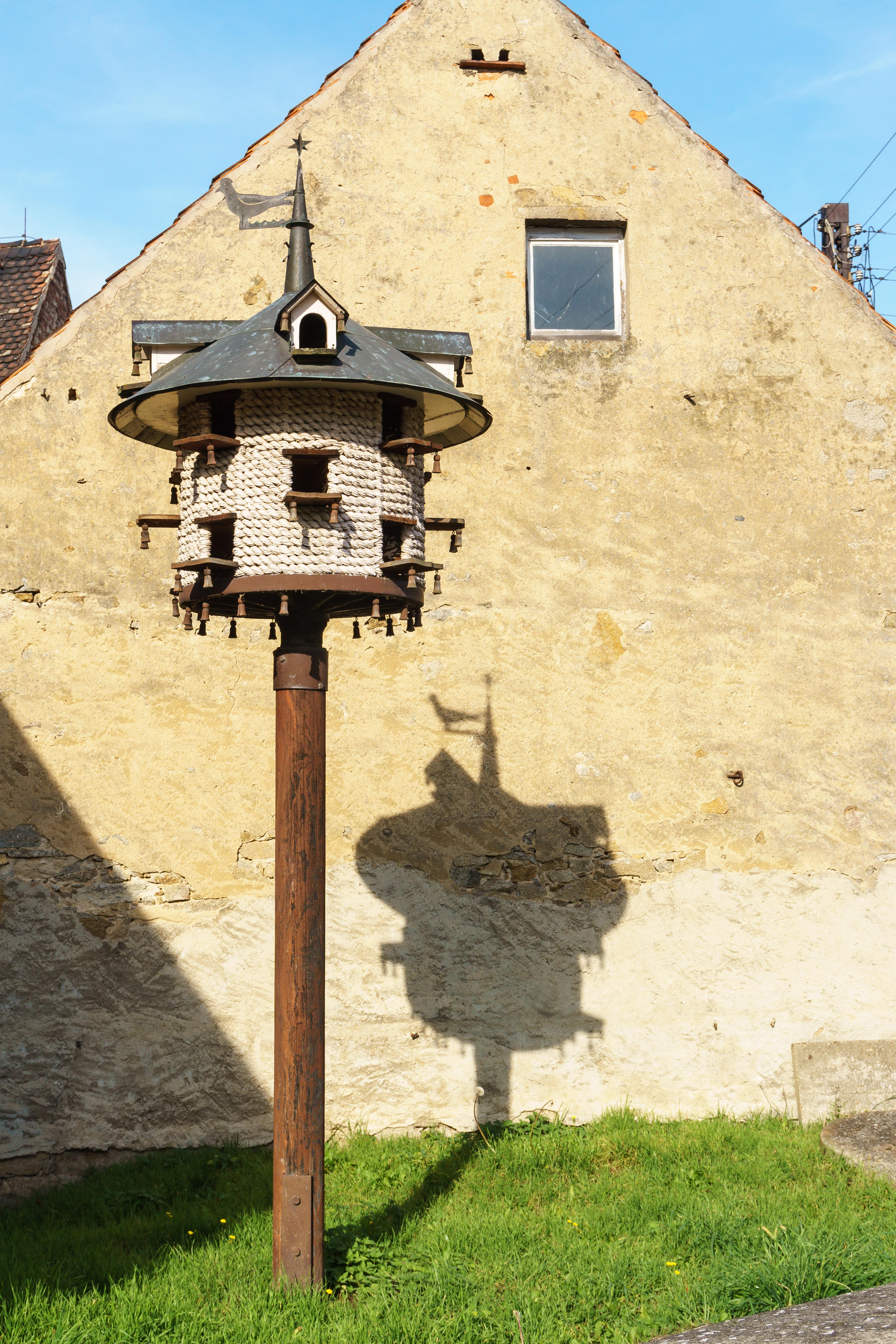
Taubenhaus

Reinersdorf wurde im Jahr 1268 erstmals als Reimarstorph erwähnt und 1286 in Reinersdorf umbenannt.
Am 1. Januar 1995 wurde der Ortsteil Göhra aus der aufgelösten Gemeinde Weßnitz nach Reinersdorf umgegliedert. Seit dem 1. Januar 1999 gehört Reinersdorf zur Gemeinde Ebersbach.